# Lynn Burke
Lynn Burke (n. 22 martie 1943, New York City, New York, SUA) este o înotătoare americană, medaliată olimpică. A participat la o ediție a Jocurilor Olimpice (1960) în care a câștigat două medalii de aur.